# 朱李月華
朱李月華（英語：Pollyanna Chu Yuet Wah，1958年8月3日—），出生於香港，是知名企業家及慈善家。截至2017年1月18日，朱李月華以48億美元財富排行香港富豪榜第14位。
父親李惠文，原名李樹福，是葡京賭場黃金廳廳主。因為父親的關係，朱太認識各方富豪，與四太梁安琪是金蘭姊妹。

## 背景
朱李月華出生於香港，廣東東莞人，香港“融資大亨”，有“殼后”、“賭廳公主”之稱。投資界頂級大姐大，出身賭業世家，父親李惠文是澳門賭業的元老級人馬。憑父輩的人脈關係，加上本身交際手腕，在男權主導的金融圈中，反而愈來愈紅，上位成華資證券“一姐”。她一直參與博彩娛樂相關服務，對澳門博彩娛樂行業發展擁有豐富知識，亦為於香港從事證券，投資銀行，融資及金融服務。2017福布斯香港富豪榜第14名。
1976年，她正式移民去美國舊金山讀書，她於1985年在當地嫁朱沃裕，育有一子。並與配偶在當地拓展房地產生意。1992年，她和配偶跟隨回港發展，成功創辦金利豐證券。
2005年，成功收購財政問題邁特科技（黃金集團前身）後，委任首席執行官，並把澳門君怡酒店與皇家金堡酒店注入公司內。2011年，黃金集團更名為金利豐金融。根據彭博統計，2016年全年，金利豐於香港證劵市場股票配售及包銷商排名中排名第一，配售項目達47宗。此外，金利豐亦為香港三大收購及合併財務顧問之一，交易項目達22宗。
2016年，金利豐行政總裁朱李月華以其於英屬處女島註冊成立之有限公司Champ Key Holdings Limited收購新昌管理集團64.38%股權及可換股優先股，成為集團主要股東
2016年1月29日金利豐金融集團主席朱沃裕，亦即朱李月華的丈夫以10.2億元，平均呎價8.54萬元元，向老牌家族購入南區赫蘭道2號大屋，地盤面積約22,438方呎，現有實用面積約11,937平方呎。
2016年10月29日朱李月華及相關人士以65.28億元現金，平均呎價約11762元，向太古地產購入九龍灣宏照道及臨利街交界，樓高25層的甲級商業大廈及3層地庫停車場，物業佔地達46,253平方呎，樓面面積555,030平方呎
2019年3月7日，證監會展開大規模行動，到金利豐帶走大批文件。

## 個人經歷
人稱“朱太”，成長於香港南區，“融資大亨”，現任香港金利豐集團總裁、黃金集團有限公司行政總裁，香港證券商協會主席、瑞士日內瓦高級腕錶品牌FRANCK MULLER亞洲區主席、美國金門大學管理科學學士學位，廣東省政協第九屆委員會委員，二00六年香港特區選舉委員會成員。李女士一直參與博彩娛樂相關服務，對澳門博彩娛樂行業發展擁有豐富知識。李女士亦為於香港從事證券，投資銀行，融資及金融服務。她還擔任香港上市公司商會副主席、Hong Kong Youth Science Foundation主席、保良局總理、香港各界婦女聯合協進會名譽會長、中國人民政治協商會議全國委員會委員、香港青少年科技基金會副主席、鴨脷洲旅遊促進會主席、鴨脷洲街坊小學校董、鴨脷洲街坊福利會主席、香港東莞同鄉總會永遠名譽會長、東莞同鄉總會婦女會會長、香港南區管弦樂團永遠名譽會長兼永遠名譽主席、中國紅十字會李連杰壹基金董事等社會職務。她為數十家內地企業在港上市融資提供協助，也利用自己在金融界廣泛的人脈關係，為廣東及其他省市的招商引資牽線搭橋。
彼獲頒美國約克大學商業管理榮譽哲學博士學位，並持有美國金門大學管理科學學士學位。李博士為朱沃裕先生之妻子。
2017 福布斯全球最有權力女性榜第35名。
2017 福布斯香港富豪榜第14名。
2016 福布斯全球最有權力女性榜第42名。
2016 福布斯全球富豪榜第549名。
2015 福布斯華人富豪榜第211名。
2013 福布斯亞洲商界權勢女性榜第七名。
2012年 獲世界莞商大會 “傑出莞商 ”。
2012年4月李月華以18.3億港元收購香港上市公司中國奧園地產集團股份有限公司（簡稱“中國奧園（03883.HK）港股市值:37.40億 ”）間接全資附屬公司北京地產項目51%股權。
2007年11月以3億港元收購內蒙古物業，銷售收益達6.9億。
其他持有股份包括
金利豐金融（01031.HK）港股市值: 81.17億，持股99.39%
聯太工業（00176.HK）港股市值: 7.25億，持股26.3%
先施表行（00444.HK）港股市值: 8 .16億，持股89.94%
國中控股（00202.HK）港股市值: 30 .09億，持股29%
志高控股（00449.HK）港股市值: 14 .17億，持股4.97%
融信資源（00578.HK）港股市值: 2.42億，持股16.83%
北方礦業（00433.HK）港股市值: 5 2.68億，持股32.7%
保華建業（00577.HK）港股市值: 21.84億，持股24.61%
自小在香港仔長大，父親李惠文，原名李樹福，是葡京賭場黃金廳廳主。六兄姊妹中，朱太為長女。
1976年：隨父移民美國加州三藩市，升讀美國金門大學，取得管理學士學位，並於當地結識丈夫朱沃裕，婚後於加州從事房地產投資。
1992年：與夫回流香港定居
1993年：從父親朋友手中承讓股票經紀牌，創辦金利豐證券，並以兒子英文名Kingston命名，寫字樓設於她的地頭香港仔。
1995 年：於中環皇后大道中購置寫字樓，將金利豐由香港仔遷至中環。
1999年：成立投資銀行部，涉獵IPO、收購合併及三、四線股之財務顧問等業務。
2000年：金利豐寫字樓搬到國際金融中心一期
2002年：拉攏賭王兒子何猷龍等人，成立香港上市公司商會，任秘書長。
2005年：入主上市公司邁特科技，改名黃金集團，任董事總經理，並註入澳門兩酒店連賭場，變身澳賭股。同年，與老友四太梁安琪齊齊當選保良局總理。
2008年：當選全國政協委員
朱太人面廣，與丈夫朱沃裕，常結伴出席社交活動，與何鴻燊、四太、張玉珊及楊小娟相熟。

## 社會團體成員
- 新昌管理服務有限公司（2340.HK）
- 金利豐金融（1031.HK）行政總裁
- Sincere Watch (Hong Kong) Limited（444.HK） 主席
- 全國政協香港委員
- 中國人民政治協商會議全國委員會委員
- 香港友好協進會永遠會員
- 香港廣東社團總會常務會長
- 香港東莞社團總會主席
- 香港青少年軍總會榮譽會長
- 香港上市公司商會創辦人及名譽主席
- 證券商協會有限公司永遠名譽會長及副主席
- 香港證券學會副會長
- 香港各界婦女聯合協進會名譽會長
- 香港女童軍總會名譽副會長
- 鴨脷洲街坊福利會理事長
- 鴨脷洲旅遊促進會主席
- 第十屆世界傑出華人
- 2012世界傑出莞商
- 壹基金香港董事
- 中山大學顧問董事會首屆董事
- 中國科學院朱李月華獎學、獎教金捐款人
- 香港大學專業進修學院保良局何鴻燊社區書院校監暨校董會聯席主席
- 保良局屬校總校監
- 保良局朱李月華幼稚園暨幼兒園捐款人
- 保良局乙酉、丙戌、丁亥、戊子、己丑及庚寅年總理
- 保良局辛卯、壬辰、癸巳及甲午年副主席

## 相關連結
- 朱李月華喜歡新挑戰 （页面存档备份，存于）
- 香港知名人士朱李月華向中科院捐贈獎學、獎教金
- 保良局乙未年董事會成員簡介 - 朱李月華博士

1. ↑  .   [2017-01-18]. （原始内容存档于2020-11-12）.
2. ↑  .   [2019-03-08]. （原始内容存档于2019-06-05）.